# تجعيد الشعر

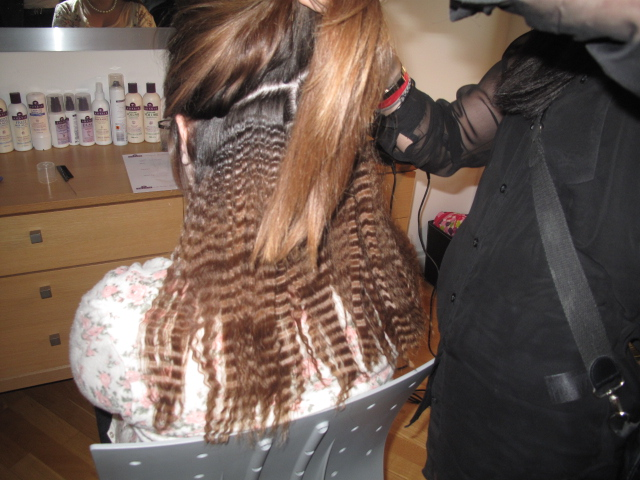
تصفيف الشعر بمكواة تجعيد في صالون.

تجعيد الشعر هو طريقة لتصفيف الشعر الطويل والمستقيم ليصبح مموجًا فيصبح مسننًا أو معرجًا. قد يُشار إليه باسم العقص (عَقَصَ شَعَرَهُ يَعْقِصُهُ: ضَفَرَهُ، وفَتَلَهُ.) ولكن يمكن أيضًا تسميته التجعيد أو الموجات العميقة.
يُجعد الشعر عن طريق معالجة الشعر بالحرارة من مُمَوِّجة أو مجعدة أو معقصة الشعر أو عن طريق تجديل الشعر في خصلات متعددة ثم فك الضفائر بعد بضع ساعات. تحتوي مكواة العقص على ألواح تسخين متوازية مصممة بأخدود متكرر مسطح على شكل حرف S.